# Bạch Ẩn Huệ Hạc
Bạch Ẩn Huệ Hạc (zh. 白隱慧鶴, ja. hakuin ekaku), 1686-1769, là một Thiền sư Nhật Bản, một trong những Thiền sư quan trọng nhất của tông Lâm Tế (ja. rinzai) tại đây. Mặc dù dòng Lâm Tế đã có từ lâu tại Nhật, nhưng Sư là người đã phục hưng, cải cách lại thiền phái này, vốn đã bắt đầu tàn lụi từ thế kỉ thứ 14. Sư là người tổng kết lại các công án và nhấn mạnh đến tầm quan trọng của việc toạ thiền vì Sư nhận thấy rằng nhiều người đã ham thích suy tư về công án mà quên hẳn tu tập thiền định. Công án "Thế nào là tiếng vỗ của một bàn tay?" của Sư là công án nổi tiếng nhất của một Thiền sư Nhật. Con người thiên tài này không phải chỉ là một vị Thiền sư mà là một hoạ, văn và nghệ sĩ tạc tượng xuất chúng. Các tranh mực tàu của Sư là những kiệt tác của thiền hoạ Nhật (mặc tích).
Người ta kể lại rằng, hồi lên 7, 8, Sư cùng mẹ viếng chùa. Lần đó, Sư nghe các vị tăng tụng kinh tả lại cảnh Địa ngục. Cảnh đau khổ đó làm Sư không bao giờ quên và quyết đi tu, học để đạt tới cảnh "vào lửa không cháy, vào nước không chìm". Mặc dù cha mẹ không cho đi tu, Sư vào chùa năm 15 tuổi, suốt ngày lo tụng kinh niệm Phật. Năm 19 tuổi, nhân khi đọc tiểu sử Thiền sư Trung Quốc Nham Đầu Toàn Hoát (Nham Đầu bị giặc cướp đâm, rống lên một tiếng thật to vang xa mười dặm rồi tịch), Sư nghĩ rằng, cả Thiền sư đắc đạo cũng có người không thoát một cái chết đau khổ và mất lòng tin nơi Phật pháp, tìm thú vui nơi văn chương.
Năm 22 tuổi, nhân nghe một câu kinh, Sư bỗng có ngộ nhập, càng quyết tâm đi tìm phép "an tâm" và tập trung vào công án "Vô". Sư thuật lại như sau trong Viễn la thiên phủ (zh. 遠羅天釜, ja. orategama):
"... Một đêm nọ, khi nghe tiếng chuông chùa vang, ta hoát nhiên tỉnh ngộ... Ta tự biết, chính mình là Thiền sư Nham Đầu, chẳng mang thương tích gì trong tam thế. Tất cả mọi lo sợ đeo đuổi từ xưa bỗng nhiên biến mất. Ta gọi lớn: Tuyệt vời! Tuyệt vời! Chẳng cần vượt khỏi sinh tử, chẳng cần giác ngộ. Một ngàn bảy trăm công án chẳng có giá trị gì".
Kinh nghiệm lần đó quá lớn lao, Sư tưởng mình là người duy nhất giác ngộ trong thiên hạ. Về sau Sư kể lại: "Lòng tự hào của ta vọt lên như núi cao, lòng kiêu mạn tràn như thác đổ". Sư đến tham vấn Thiền sư Đạo Kính Huệ Đoan (道鏡慧端, ja. dōkyō etan) để kể lại kinh nghiệm giác ngộ của mình. Huệ Đoan nhận ra ngay lòng kiêu mạn đó và không ấn chứng cho Sư nhưng nhận Sư làm môn đệ. Trong những năm sau, Sư chịu đựng một thời gian tham thiền khắc nghiệt và cứ mỗi lần Sư trình bày sở đắc của mình lại bị thầy chê là "một chúng sinh đáng thương sống trong địa ngục". Đạo Kính Huệ Đoan chính là người đã nhận ra tài năng xuất chúng của Sư, và đã thúc đẩy Sư càng tiến sâu vào những tầng sâu giác ngộ. Chính vì vậy ông từ chối không ấn chứng gì cho Sư cả. Mãi đến sau khi Huệ Đoan chết, Sư mới hiểu hết giáo pháp của thầy mình và ngày nay người ta xem Sư chính là truyền nhân của Đạo Kính.
Với những đệ tử quan trọng như Đông Lĩnh Viên Từ (zh. 東嶺圓慈, ja. tōrei enji), Nga Sơn Từ Điệu (zh. 峨山慈掉, ja. gasan jitō), Tuý Ông Nguyên Lư (zh. 醉翁元盧, ja. suiō genro)..., phép tu thiền của Bạch Ẩn Thiền sư ngày nay còn truyền lại trong dòng Thiền Lâm Tế Nhật Bản, gọi là Học Lâm phái. Theo Sư, hành giả cần 3 yếu tố sau đây mới toạ thiền thành công: Đại tín căn, Đại nghi đoàn và Đại phấn chí. Sư coi trọng phép quán công án và xếp đặt các công án trong một hệ thống mà hành giả cần giải đáp theo thứ tự nhất định. Công án "Vô" của Triệu Châu và "bàn tay" được Sư xem là những bài học hay nhất. Sau quá trình giải công án, hành giả được ấn chứng và tiếp tục sống một đời sống viễn li cô tịch trong một thời gian vài năm để chiêm nghiệm và tiếp tục đạt thêm những kinh nghiệm giác ngộ. Sau đó hành giả mới được giáo hoá với tính cách một Thiền sư.
Sư cũng coi trọng một đời sống nghiêm túc trong thiền viện với giới luật nghiêm minh cũng như lao động hằng ngày (Bách Trượng Hoài Hải), xem lao động cũng là một phần của thiền định. Trong tác phẩm Viễn la thiên phủ (遠羅天釜, ja. orategama), Sư viết như sau về "Thiền trong hoạt động":
"... Đừng hiểu sai ta và cho rằng cần dẹp bỏ toạ thiền và tìm một hoạt động nào đó. Điều đáng quý nhất chính là phép quán công án, phép này không cần quan tâm đến việc các ông đang yên tĩnh hay đang hoạt động. Thiền sinh nếu quán công án khi đi không biết mình đi, khi ngồi không biết mình ngồi. Nhằm đạt đến chiều sâu nhất của tâm và chứng ngộ cái sống thật sự của nó thì trong mọi tình huống không có cách nào khác hơn là đạt một tự tâm lắng đọng sâu xa ngay trong những hoạt động của mình."
Sư chăm lo, quản lý hướng dẫn nhiều thiền viện, những nơi mà ngày nay vẫn còn mang đậm tính Thiền của Sư. Sư cũng để lại nhiều tác phẩm đặc sắc, mang lại niềm cảm hứng bất tận cho giới hâm mộ thiền ngày nay (Bạch Ẩn Thiền sư toạ thiền hoà tán).